# Чемпіонат світу із шахів 2007
Чемпіонат світу з шахів 2007 проходив з 12 по 30 вересня 2007 року в Мехіко (Мексика).
В чемпіонаті брали участь 8 гросмейстерів.
Переможцем турніру та чемпіоном світу став Вішванатан Ананд, який не програв жодної партії та набрав 9 очок з 14 можливих (+4-0=10).

## Учасники
- Володимир Крамник ( Росія) — чемпіон світу
- Вішванатан Ананд ( Індія) — поділив 2-3 місце на попередньому чемпіонаті світу
- Петро Свідлер ( Росія) — поділив 2-3 місце на попередньому чемпіонаті світу
- Олександр Морозевич ( Росія) — посів 4 місце на попередньому чемпіонаті світу
- Петер Леко ( Угорщина) — переможець відбіркових матчів
- Борис Гельфанд ( Ізраїль) — переможець відбіркових матчів
- Левон Аронян ( Вірменія) — переможець відбіркових матчів
- Олександр Грищук ( Росія) — переможець відбіркових матчів

## Регламент турніру
- Кругова система в два кола.
- Контроль часу: 120 хвилин на 40 ходів, 60 хвилин на 20 наступних ходів, 15 хвилин до закінчення партії та додатково 30 секунд на хід починаючи з першого.
- Переможець турніру оголошується Чемпіоном світу.
- Шахісти, які займуть перші чотири місця будуть допущені до претендентських матчів наступного циклу розіграшу першості світу з шахів.
- Якщо двоє або більше шахістів наберуть однакову кількість очок (розподіл першого місця), то
  - переможцем буде оголошено гравця, що має найкращий результат у зустрічах між суперниками, що поділили перше місце. Якщо цей показник нікому не дасть переваги, то
  - переможцем буде оголошено гравця, що має найбільшу кількість перемог за турнір. Якщо цей показник нікому не дасть переваги, то
- Шахісти, які розділили перше місце, зіграють кожен з кожним по дві партії у швидкі шахи: 25 хвилин кожному гравцеві на партію та додатково 10 секунд за кожен зроблений хід. Переможця цього додаткового матчу (або матчів) буде оголошено Чемпіоном світу. Якщо після додаткових партій зі швидких шахів, переможець не визначиться, то
- Переможця визначатимуть у двох додаткових бліц-партіях. Час на бліц-партію — 5 хвилин плюс 10 секунд за кожен хід. Якщо рівність залишається, то суперники продовжують матчі в бліц, але не більше ніж по два матчі (кожен матч із двох партій, одна білими і одна чорними). Якщо після бліц-партій, переможець не визначиться, то грають бліц за правилами «раптової смерті (армагедон)». Сліпим жеребом визначається гравець, який отримує право вибору кольору. Білі отримують 6 хвилин, а чорні 5 хвилин без додавання часу. Переможець цієї партії оголошується Чемпіоном світу. У разі нічиєї, Чемпіоном світу оголошується шахіст, що мав чорні фігури.

## Турнірна таблиця
| № | Учасник             | Країна   | Рейтинг | 1 | 1 | 2 | 2 | 3 | 3 | 4 | 4 | 5 | 5 | 6 | 6 | 7 | 7 | 8 | 8 |  | + | − | =  | Очки | Місце |
| - | ------------------- | -------- | ------- | - | - | - | - | - | - | - | - | - | - | - | - | - | - | - | - |  | - | - | -- | ---- | ----- |
| 1 | Вішванатан Ананд    | Індія    | 2792    |   |   | ½ | ½ | ½ | ½ | ½ | ½ | 1 | ½ | 1 | ½ | ½ | 1 | 1 | ½ |  | 4 | 0 | 12 | 9    | 1     |
| 2 | Володимир Крамник   | Росія    | 2769    | ½ | ½ |   |   | ½ | ½ | 1 | ½ | ½ | ½ | 1 | 0 | 1 | ½ | ½ | ½ |  | 3 | 1 | 10 | 8    | 2     |
| 3 | Борис Гельфанд      | Ізраїль  | 2733    | ½ | ½ | ½ | ½ |   |   | ½ | ½ | ½ | ½ | 1 | ½ | 1 | 1 | ½ | 0 |  | 3 | 1 | 10 | 8    | 3     |
| 4 | Петер Леко          | Угорщина | 2751    | ½ | ½ | ½ | 0 | ½ | ½ |   |   | ½ | ½ | 1 | ½ | ½ | 0 | 1 | ½ |  | 2 | 2 | 10 | 7    | 4     |
| 5 | Петро Свідлер       | Росія    | 2735    | ½ | 0 | ½ | ½ | ½ | ½ | ½ | ½ |   |   | ½ | 0 | ½ | ½ | 1 | ½ |  | 1 | 2 | 11 | 6½   | 5     |
| 6 | Олександр Морозевич | Росія    | 2758    | ½ | 0 | 1 | 0 | ½ | 0 | ½ | 0 | 1 | ½ |   |   | ½ | ½ | 1 | 0 |  | 3 | 5 | 6  | 6    | 6     |
| 7 | Левон Аронян        | Вірменія | 2750    | 0 | ½ | ½ | 0 | 0 | 0 | 1 | ½ | ½ | ½ | ½ | ½ |   |   | 1 | ½ |  | 2 | 4 | 10 | 6    | 7     |
| 8 | Олександр Грищук    | Росія    | 2726    | ½ | 0 | ½ | ½ | 1 | ½ | ½ | 0 | ½ | 0 | 1 | 0 | ½ | 0 |   |   |  | 2 | 5 | 7  | 5½   | 8     |